# Obstetriz

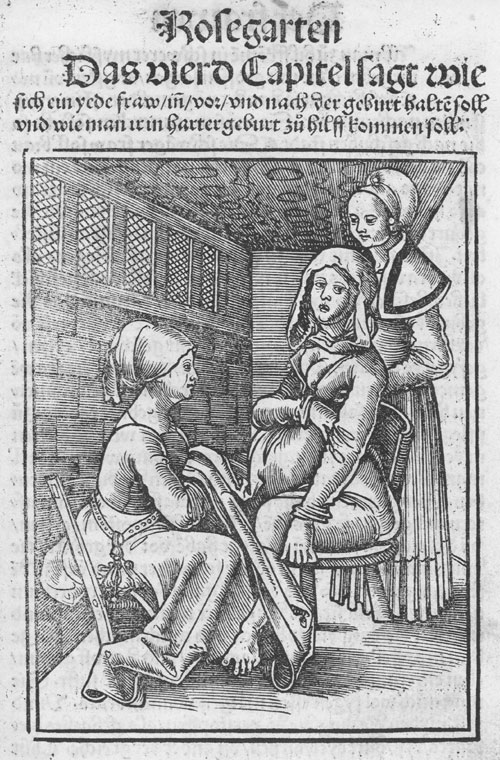
Mulher auxiliada por parteira dando à luz, Haguenau, 1515

Um(a) obstetriz, normalmente conhecida por parteira, representa um importante recurso para prover cuidados de saúde a gestantes, parturientes, puérperas, recém-nascidos e familiares, no sentido de promover e preservar a normalidade do processo de nascimento, atendendo às necessidades físicas, emocionais e socioculturais das mulheres.
A obstetriz é uma profissional graduada no acompanhamento de gestações, partos e pós-parto de risco habitual ou baixo risco, de forma autônoma ou vinculada a equipe multiprofissional ou instituições de saúde e encaminhamento dos partos/gestações de alto risco para centros especializados, além de poder trabalhar na gerência e coordenação, ensino e pesquisa. Ela está inscrita no Conselho de Enfermagem e, atualmente, o único curso no país que forma obstetrizes está localizado na cidade de São Paulo/SP, na Escola de Artes, Ciências e Humanidades (EACH) da Universidade de São Paulo (USP).

## História da Profissão
Parteira é o título mais antigo do profissional que chamamos de Obstetriz. Ao longo dos anos, baseando-se em novas filosofias, houve mudanças na denominação e na área de atuação dessas profissionais. Passando de parteira a obstetriz(1925) e finalmente a Enfermeira Obstetra (1949).
Até 1832, no Brasil, a prática da profissão era exercida por mulheres possuidoras da "Carta de Examinação" expedida pelo físico-mor ou cirurgião-mor do império além de possuírem uma licença da Chancelaria. 
O aprendizado, normalmente, seguia caráter hereditário, ou seja, a filha de uma parteira acompanhava sua mãe no atendimento às mulheres em trabalho de parto auxiliando-a de acordo com as necessidades, possibilitando, assim, após algum tempo de prática o aprendizado para continuidade do ofício.
A partir de 1832, quando as Academias Médico Cirúrgicas do Rio de Janeiro e da Bahia passam a figurar como Faculdades de Medicina vincula-se o ensino de partejar a estas instituições submetendo-as a legislação médica, até meados do século XX. Com a alteração da legislação, em 1955, as parteiras deixam de ser regulamentadas pelas legislações médicas gozando, a partir de então, de uma certa liberdade profissional. 
Em meados do século XX devido a crescente implantação de hospitais, e, consequentemente, a hospitalização ocorrem novas mudanças na legislação em relação a formação de enfermeiros obstetras, surgindo, assim, a especialidade da enfermagem: a Obstetrícia. Devido a Obstetrícia ter se tornado uma especialidade, ou seja, para um profissional alcançar o título de enfermeiro obstétrico este deveria primeiramente formar-se em Enfermagem e posteriormente especializar-se em Obstetrícia, culminando no declínio de recursos humanos disponíveis para o desempenho da função.
Em 1999 o Ministério da Saúde homologou uma portaria a qual incentivava a especialização de profissionais da enfermagem para viabilizar o aumento de recursos humanos na área da obstetrícia. Entretanto, uma das maiores universidade pública brasileira, [USP], objetivando a inserção de profissionais altamente qualificados para suprir a demanda em curto prazo criou o curso de Graduação em Obstetrícia, em 2005.
Atualmente o Ministério da Saúde (Brasil)mantém o Programa Trabalhando com Parteiras Tradicionais que vem sendo implementado desde março de 2000 tendo como objetivo assegurar a melhoria do parto e do nascimento domiciliar assistido por parteiras tradicionais. Busca sensibilizar gestores e profissionais de saúde para que reconheçam as parteiras como parceiras na atenção à saúde da comunidade e desenvolvam ações para resgatar, valorizar, apoiar, qualificar e articular o seu trabalho ao do Sistema Único de Saúde (SUS) e, dessa maneira, possibilitar a preservação de seus saberes e práticas, bem como  promover o encontro desses saberes com o conhecimento técnico-científico respeitando as especificidades étnicas e culturais (indígenas e quilombolas). 
O Brasil, segundo Pesquisa Nacional de Demografia e Saúde (PNDS - 1996) ainda registra uma alta frequência de partos domiciliares nas áreas rurais (20%) contudo destes apenas 40% tiveram assistência de enfermeiras e de parteiras (cerca de 40%). O referido programa do MS já capacitou desde a sua criação cerca de 3000 parteiras e profissionais de saúde em 120 municípios do país. 

## Objetivos do "Novo" Profissional da Obstetrícia

### Justificativa
Atualmente, segundo dados da prefeitura do município de São Paulo, no ano de 2005, o número de nascidos vivos, na cidade de São Paulo, é da ordem de 171.561 crianças. Observando a distribuição dos nascimentos dentre os locais possíveis para o parto identifica-se que 170.578 crianças nasceram em hospitais, representando 99,42% dos nascimentos. Os outros 0,58% representa os nascidos em outros estabelecimentos de saúde, em domicílio ou em outro lugar excetuando-se os hospitais.
De acordo com a cultura social existente no país estes são dados satisfatórios, visto que, considera-se o ambiente hospitalar o melhor local para parir.
Entretanto, pesquisas em todo o mundo apontam grande desvantagem no tocante a assistência à mulher e ao recém-nascido, evidenciando o ônus causado pelo parto medicalizado e intervencionista, uma vez que os dados obtidos nos Estados Unidos da América e em alguns países europeus pode comprovar que o ambiente hospitalar é propício a intervenções médicas as quais desfavorecem o processo fisiológico de nascimento que não necessitam de intervenções. As intervenções devem ser feitas quando se diagnosticam distócias durante o parto.
No início do século XX a maioria dos partos eram realizados no próprio domicílio da parturiente destinando aos hospitais o atendimento das mulheres de baixa renda. Contudo, o avanço da medicina e o surgimento da tecnologia propiciaram o aumento dos partos hospitalares apoiado nos ideais médicos ao considerar o hospital o local mais seguro para o parto.
Ao longo de décadas essa filosofia foi sustentada, permitindo, desta forma, os altos índices de parto hospitalar observados atualmente não só no município de São Paulo, mas, também, em todo o país. O resultado da hospitalização culmina na utilização de técnicas invasivas e prejudiciais tanto para a mãe quanto para o bebê. No Brasil, os índices de cesariana chega a 80% em instituições privadas e a 35% em instituições públicas, contrapondo-se ao recomendado pela OMS (Organização Mundial de Saúde) que deveria variar em torno de 10% à 12%.
Questiona-se, então, o motivo de altos índices de cesarianas?
Uma das hipóteses seria: o médico dispunha de muita tecnologia considerando-a indispensável para o tratamento de uma doença ou na solução de um problema, sucumbindo a ideologia do nascimento natural, ou seja, é preferível aplicar hormônios, realizar cesarianas e fazer uso de outros procedimentos desnecessários à priorizar o processo natural de nascimento.
Portanto, a importância da "reintrodução" de um profissional capaz de prestar assistência ao parto normal reside na mínima intervenção, no privilegiar o parto fisiológico objetivando sedimentar os índices propostos pela OMS, e, consequentemente, melhorar a qualidade da assistência ao parto, da satisfação materna e dos índices de morbimortalidade materna e neonatal.

### Humanização do Parto
O que seria humanização do parto?
Ao considerar a gestação e o parto momentos únicos e inesquecíveis deve-se levar em consideração as vontades e desejos da parturiente, ou seja, respeitar a forma de como a mulher deseja ser assistida durante a gestação e o trabalho de parto.
Propiciar o acesso a informação e disponibilizar recursos humanos no intuito de garantir o adequado acompanhamento durante essa fase. Abolir todo e qualquer tipo de procedimento invasivo ou intervencionista promovendo a desmedicalização. Tratar as mulheres da forma que elas esperam ser tratadas proporcionado o máximo de privacidade possível.
Enfim, humanização do parto é respeitar a cultura e o meio em que esta mulher está inserida, cuidando para que ela seja o centro das atenções colocando o profissional que a assiste em uma posição periférica.

### A Obstetrícia como um novo grupo de identidade
Uma nova identidade profissional surgiu com a criação do curso de Obstetrícia na USP. A nova identidade profissional prevê a diminuição do número de cesarianas no Brasil e outras intervenções que são feitas sem necessidade e, assim, aumentar o número de partos normais. O profissional formado em Obstetrícia tem como princípios a autonomia da mulher em suas escolhas, a individualização da assistência oferecida, a prática baseada em evidências científicas e pratica a humanização do parto, uma atitude que visa o parto mais saudável e a prevenção da morbimortalidade materna e perinatal. Com essa nova identidade são apresentados aspectos considerados relevantes na caracterização da assistência humanizada como o direito a presença do acompanhante durante o trabalho de parto, para ajudar no cuidado a mulher.
Essa nova identidade ainda está em formação no Brasil, mas há expectativas de muitas mudanças no meio em que se insere. Essa mudança irá transformar o grupo de gestantes com uma nova forma de pensar em como viverá seu parto, fazendo com que surja novas identidades pessoais também. Esse processo de construção de uma nova identidade é caracterizado por muita força de vontade dos futuros profissionais e ao mesmo tempo por muitas críticas que aos poucos serão amenizadas com a aceitação. 

### Campo de Atuação
Obstetriz é um profissional com perfil e competência para participar ativamente das transformações necessárias ao modelo assistencial e ao quadro epidemiológico da saúde materna e perinatal. São profissionais capacitados para cuidar da saúde de gestantes, parturientes, puérperas, recém-nascidos e familiares, buscando promover e preservar a normalidade do processo de nascimento, atendendo as necessidades físicas, emocionais e socioculturais das mulheres.
O profissional, integrado à equipe de saúde, é capaz de atuar de forma autônoma, responsabilizando-se pela assistência na gestação e no parto normal, em instituições de saúde públicas e privadas (maternidades, centros de parto normal, casas de parto, ambulatórios, unidades básicas), instituições de ensino e domicílios.

## Ver também

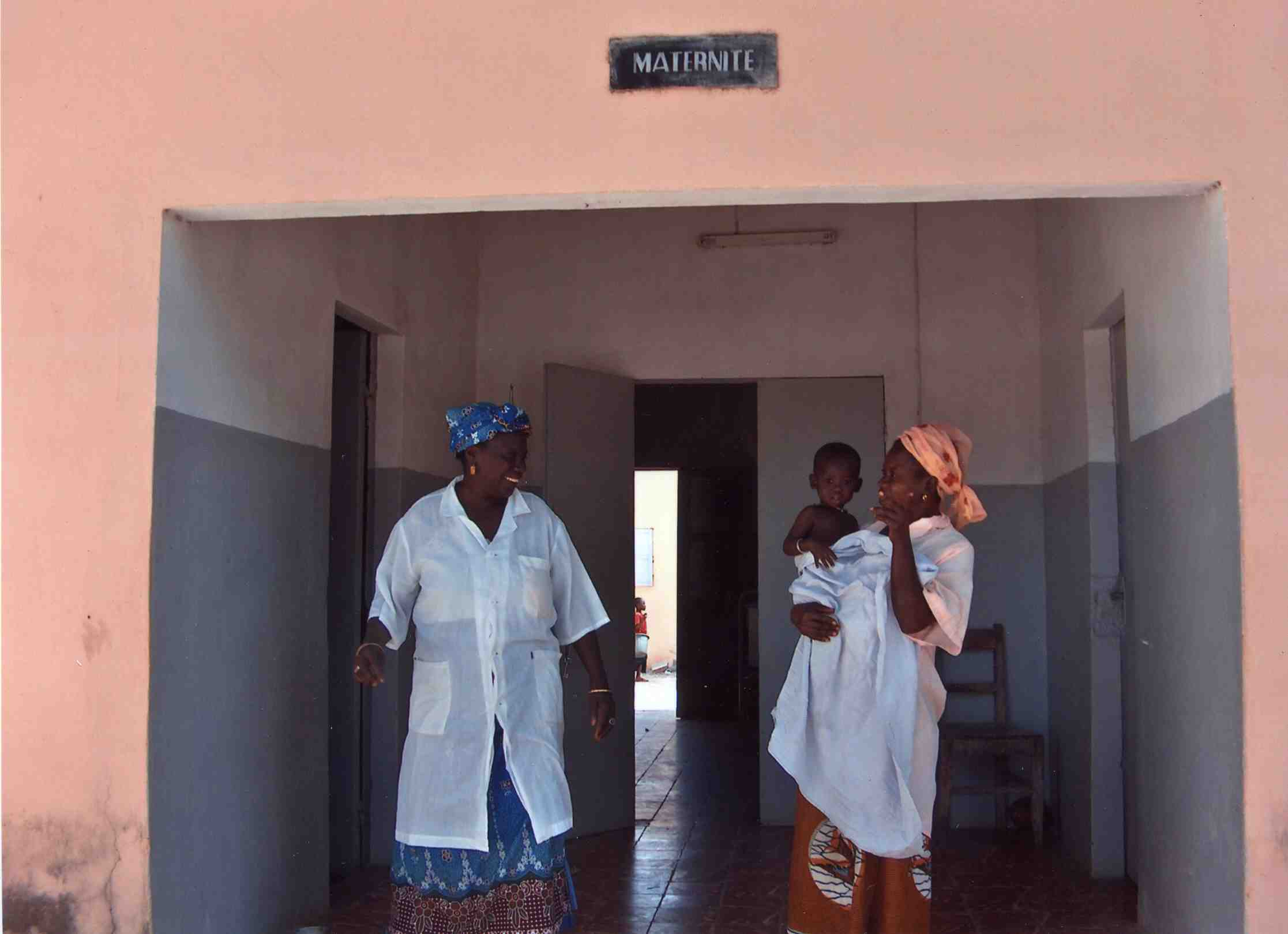
Parteira em uma maternidade de Niodior (Senegal)